# 2014년 센트럴 리그 클라이맥스 시리즈
2014년 센트럴 리그 클라이맥스 시리즈(일본어: 2014年のセントラル・リーグクライマックスシリーズ, 영어: 2014 Central League Climax Series)는 2014년 10월에 개최된 일본 프로 야구 센트럴 리그의 클라이맥스 시리즈 경기이며, 이 경기에서의 경기 결과와 성적에 대해 설명한다.

## 개요
클라이맥스 시리즈는 일본 시리즈의 출전권을 내건 플레이오프 토너먼트이다. 출전 팀은 전년도와 같은 3개 구단이 확정됐다.

### 특기 사항
금년도에는 센트럴 리그에서 특히 우천 중지에 따른 일정 소화의 문제가 발생했기 때문에 소화 시합의 취급이 검토됐지만 이 시리즈의 출전 팀은 규정에 따라서 퍼스트 스테이지 개막 이틀 전인 10월 9일 종료 시의 순위를 참고로 해서 결정, 또 리그전은 기본적으로 이 10월 9일까지 모든 경기의 일정을 소화시킬 것을 대전제로 해서 경기를 실시하지만 그래도 소화 시합이 남은 경우에도 극력 2014년도의 일본 시리즈 개막 전인 10월 20일까지 모든 일정을 소화시켜 각 팀 144경기씩을 소화한 단계에서의 순위로 최종 순위를 결정한다는 약정이 이루어졌다.
따라서 실제의 확정 순위와 클라이맥스 시리즈 출전 선정을 위한 순위가 다르고 클라이맥스 시리즈에 출전해도 최종적으로 실제 순위에서 B클래스(반대로 실제 순위는 A클래스이지만 클라이맥스 시리즈 출전을 놓침) 내지 실제 순위는 3위라도 선정 순위 2위로 퍼스트 스테이지 주관권을 얻는다는 경우가 발생할 우려도 있을 수 있지만 10월 7일까지 정규 페넌트레이스 모든 일정이 종료됐기 때문에 이와 같은 경우로 되진 않았다.

### 퍼스트 스테이지
2014년도 정규 시즌 2위 팀인 한신 타이거스와 3위 팀 히로시마 도요 카프가 3전 2선승제로 치렀고, 승리팀인 한신은 파이널 스테이지에 진출했다.
- 일시 : 10월 11일부터 10월 13일(예비일 : 10월 14일) ※14일까지 모든 경기를 소화할 수 없는 경우에는 중단됨
- 구장 : 한신 고시엔 구장
- 경기 개시 시간 : 3일간 모두 14시(14일에 예비일이 발생했을 경우에만 18시)

퍼스트 스테이지에 한정된 주관 스폰서로서 로손이 특별 협찬사가 되면서 ‘2014 LAWSON 클라이맥스 시리즈·센트럴 퍼스트 스테이지’(2014 LAWSON　クライマックスシリーズ・セ ファーストステージ)로서 개최됐다.
더욱이 개최일에 걸쳐 태풍 19호의 북상이 예상됨에 따라 태풍 진로에 따라서는 3경기를 소화하지 못하고 1경기나 2경기에서 중단될 우려도 있었지만 태풍 북상 전인 11일과 12일의 2경기에서 한신의 스테이지 돌파가 정해졌다.

### 파이널 스테이지
2014년도 정규 시즌 1위 팀인 요미우리 자이언츠(어드밴티지 1승이 미리 주어진다)와 퍼스트 스테이지 승리팀인 한신 타이거스와의 6전 4선승제로 치렀고 승리팀인 한신은 SMBC 일본 시리즈 2014의 출전권을 얻었다.
- 일시 : 10월 15일부터 10월 20일(예비일 : 10월 21일·22일) ※22일까지 모든 경기를 소화할 수 없는 경우에는 중단됨
- 구장 : 도쿄 돔
- 경기 개시 시간 : 6일간(및 예비일 발생시) 모두 18시

작년과 마찬가지로 파이널 스테이지에 한정된 앳홈이 주관 스폰서가 되면서 ‘2014 앳홈 클라이맥스 시리즈·센트럴 파이널 스테이지’(2014アットホーム クライマックスシリーズ・セ ファイナルステージ)라는 이름으로 개최됐다.

## 클라이맥스 시리즈 참가 팀 및 감독
| 팀 순위       | 소속               | 감독          | 정규시즌 성적 |
| ------------- | ------------------ | ------------- | ------------- |
| 정규 리그 1위 | 요미우리 자이언츠  | 하라 다쓰노리 | 82승 1무 61패 |
| 정규 리그 2위 | 한신 타이거스      | 와다 유타카   | 75승 1무 68패 |
| 정규 리그 3위 | 히로시마 도요 카프 | 노무라 겐지로 | 74승 2무 68패 |

### 대진표
|  | 퍼스트 스테이지(준결승) | 퍼스트 스테이지(준결승) |                                |       | 파이널 스테이지(결승) | 파이널 스테이지(결승) |
|  |                         |                         |                                |       |                       |                       |
|  |                         |                         |                                |       |                       |                       |
|  |                         |                         |                                |       |                       |                       |
|  |                         |                         |                                |       |                       |                       |
|  |                         |                         | (6전 4선승제) 도쿄 돔          |       |                       |                       |
|  |                         |                         |                                |       |                       |                       |
|  | 요미우리                | ☆●●●●                   |                                |       |                       |                       |
|  | 요미우리                | ☆●●●●                   | (3전 2선승제) 한신 고시엔 구장 |       |                       |                       |
|  |                         |                         | 한신                           | ★○○○○ |                       |                       |
|  | 한신                    | ○△                      | 한신                           | ★○○○○ |                       |                       |
|  | 한신                    | ○△                      |                                |       |                       |                       |
|  | 히로시마                | ●△                      |                                |       |                       |                       |
|  | 히로시마                | ●△                      |                                |       |                       |                       |
|  |                         |                         |                                |       |                       |                       |
|  |                         |                         |                                |       |                       |                       |
|  |                         |                         |                                |       |                       |                       |
|  |                         |                         |                                |       |                       |                       |

- ☆·★ = 제2 스테이지 어드밴티지 부여에 따라 우선 승패를 나눠 가져감.

## 경기 일정

### 퍼스트 스테이지
- 1차전 : 10월 11일
- 2차전 : 10월 12일

### 파이널 스테이지
- 1차전 : 10월 15일
- 2차전 : 10월 16일
- 3차전 : 10월 17일
- 4차전 : 10월 18일

## 경기 결과

### 퍼스트 스테이지

#### 경기 기록
| 일시                  | 경기  | 원정팀(선공)       | 스코어 | 홈팀(후공)    | 개최 구장        |
| --------------------- | ----- | ------------------ | ------ | ------------- | ---------------- |
| 10월 11일(토)         | 1차전 | 히로시마 도요 카프 | 0 - 1  | 한신 타이거스 | 한신 고시엔 구장 |
| 10월 12일(일)         | 2차전 | 히로시마 도요 카프 | 0 - 0  | 한신 타이거스 | 한신 고시엔 구장 |
| 승리팀: 한신 타이거스 |       |                    |        |               |                  |

#### 1차전
- 10월 11일 - 한신 고시엔 구장

| 팀 | 1 | 2 | 3 | 4 | 5 | 6 | 7 | 8 | 9 | R | H | E |
| 히로시마 | 0 | 0 | 0 | 0 | 0 | 0 | 0 | 0 | 0 | 0 | 4 | 1 |
| 한신 | 0 | 0 | 0 | 0 | 0 | 1 | 0 | 0 | X | 1 | 8 | 0 |
| 승리 투수: 랜디 메신저(1-0) 패전 투수: 마에다 겐타(0-1) 세이브: 오승환(1S) 홈런: 한신 – 후쿠도메 고스케(6회 1점) |   |   |   |   |   |   |   |   |   |   |   |   |

#### 2차전
- 10월 12일 - 한신 고시엔 구장

| 팀                        | 1 | 2 | 3 | 4 | 5 | 6 | 7 | 8 | 9 | 10 | 11 | 12 | R | H | E |
| 히로시마                  | 0 | 0 | 0 | 0 | 0 | 0 | 0 | 0 | 0 | 0  | 0  | 0  | 0 | 8 | 0 |
| 한신                      | 0 | 0 | 0 | 0 | 0 | 0 | 0 | 0 | 0 | 0  | 0  | X  | 0 | 7 | 0 |
| 승리 투수: - 패전 투수: - |   |   |   |   |   |   |   |   |   |    |    |    |   |   |   |

### 파이널 스테이지

#### 경기 기록
| 일시                  | 경기       | 원정팀(선공)  | 스코어 | 홈팀(후공)        | 개최 구장 |
| --------------------- | ---------- | ------------- | ------ | ----------------- | --------- |
| 어드밴티지            | 어드밴티지 | 한신 타이거스 |        | 요미우리 자이언츠 |           |
| 10월 15일(수)         | 1차전      | 한신 타이거스 | 4 - 1  | 요미우리 자이언츠 | 도쿄 돔   |
| 10월 16일(목)         | 2차전      | 한신 타이거스 | 5 - 2  | 요미우리 자이언츠 | 도쿄 돔   |
| 10월 17일(금)         | 3차전      | 한신 타이거스 | 4 - 2  | 요미우리 자이언츠 | 도쿄 돔   |
| 10월 18일(토)         | 4차전      | 한신 타이거스 | 8 - 4  | 요미우리 자이언츠 | 도쿄 돔   |
| 승리팀: 한신 타이거스 |            |               |        |                   |           |

#### 1차전
- 10월 15일 - 도쿄 돔

| 팀 | 1 | 2 | 3 | 4 | 5 | 6 | 7 | 8 | 9 | R | H | E |
| 한신 | 3 | 0 | 1 | 0 | 0 | 0 | 0 | 0 | 0 | 4 | 9 | 0 |
| 요미우리 | 0 | 0 | 0 | 0 | 0 | 0 | 1 | 0 | 0 | 1 | 7 | 0 |
| 승리 투수: 후지나미 신타로(1-0) 패전 투수: 우쓰미 데쓰야(0-1) 세이브: 오승환(1S) 홈런: 한신 – 마우로 고메스(1회 2점) 요미우리 – 아베 신노스케(7회 1점) |   |   |   |   |   |   |   |   |   |   |   |   |

#### 2차전
- 10월 16일 - 도쿄 돔

| 팀 | 1 | 2 | 3 | 4 | 5 | 6 | 7 | 8 | 9 | R | H  | E |
| 한신 | 0 | 0 | 2 | 0 | 3 | 0 | 0 | 0 | 0 | 5 | 10 | 2 |
| 요미우리 | 0 | 0 | 0 | 0 | 0 | 0 | 2 | 0 | 0 | 2 | 7  | 0 |
| 승리 투수: 이와타 미노루(1-0) 패전 투수: 사와무라 히로카즈(0-1) 세이브: 오승환(2S) 홈런: 요미우리 – 이바타 히로카즈(7회 2점) |   |   |   |   |   |   |   |   |   |   |    |   |

#### 3차전
- 10월 17일 - 도쿄 돔

| 팀 | 1 | 2 | 3 | 4 | 5 | 6 | 7 | 8 | 9 | R | H  | E |
| 한신 | 0 | 0 | 0 | 0 | 0 | 2 | 2 | 0 | 0 | 4 | 11 | 0 |
| 요미우리 | 1 | 0 | 1 | 0 | 0 | 0 | 0 | 0 | 0 | 2 | 6  | 0 |
| 승리 투수: 안도 유야(1-0) 패전 투수: 야마구치 데쓰야(0-1) 세이브: 오승환(3S) 홈런: 요미우리 – 가메이 요시유키(3회 1점) |   |   |   |   |   |   |   |   |   |   |    |   |

#### 4차전
- 10월 18일 - 도쿄 돔

| 팀 | 1 | 2 | 3 | 4 | 5 | 6 | 7 | 8 | 9 | R | H  | E |
| 한신 | 4 | 2 | 0 | 0 | 0 | 0 | 2 | 0 | 0 | 8 | 11 | 0 |
| 요미우리 | 0 | 1 | 1 | 0 | 0 | 0 | 0 | 0 | 2 | 4 | 13 | 0 |
| 승리 투수: 노미 아쓰시(1-0) 패전 투수: 고야마 유키(0-1) 홈런: 한신 – 맷 머턴(1회 3점), 후쿠도메 고스케(1회 1점), 니시오카 쓰요시(2회 2점) 요미우리 – 가메이 요시유키(2회 1점), 프레데릭 세페다(9회 1점), 사카모토 하야토(9회 1점) |   |   |   |   |   |   |   |   |   |   |    |   |

## 수상 선수
- MVP : 오승환(한신)

## 주해·각주

### 주해
1. ↑  리그 규정에 따라 ‘클라이맥스 시리즈 퍼스트 스테이지 개막 이틀 전까지, 공식전을 소화할 수 없는 경우에는 남은 경기를 취소한다’라는 상호결정이 있다.
2. ↑  한신 타이거스의 공식 스폰서인 것과 동시에 일본 야구 기구 공식 파트너(협찬 기업)인 ‘클라이맥스·퍼시픽’(이쪽은 퍼시픽 리그 전체로 협찬)에도 특별 협찬하고 있다.

## 같이 보기
- 2014년 퍼시픽 리그 클라이맥스 시리즈
- 2014년 일본 시리즈